# Fil de coure
|  | No s'ha de confondre amb Filferro o Fil metàl·lic. |

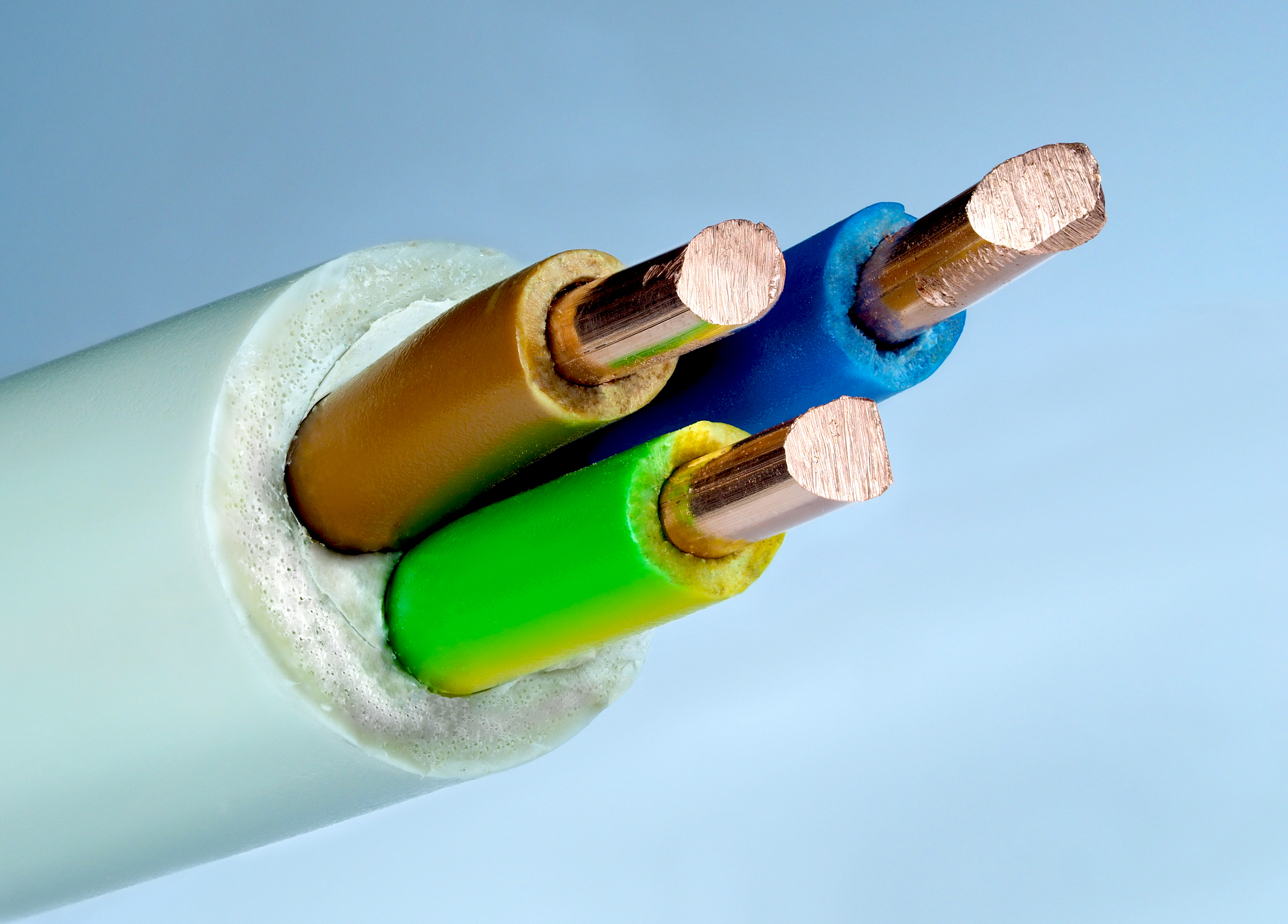
Cable elèctric amb tres conductors de coure sòlid de 2,5 mm2

El fil de coure és un fil metàl·lic, conductor, allargat, fet de coure. Com que el coure és un bon conductor de l'electricitat, el fil de coure s'utilitza àmpliament en enginyeria elèctrica i electrònica. El fil de coure és raonablement resistent a la corrosió.

## Tipus de fil per aplicació

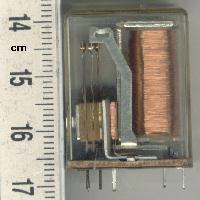
Fil de coure en un relé

Hi ha diferents tipus de fil de coure segons les aplicacions:
- Cable de coure de les línies elèctriques .
- Cable de coure de parallamps que connecta elèctricament el punt més alt d'un edifici amb terra.[3]
- Fil de coure de catenària de tren, de tramvia o de troleibús.[4]
- Cable elèctric de coure, format per un feix de fils prims de coure en una funda de material aïllant, sovint de PVC, de diversos colors.
- Fil de coure esmaltat per a bobines, transformadors, relés i motors elèctrics : fil de coure sòlid amb una capa aïllant de laca o esmalt.
- Fil de wire-wrap, Alguns tipus de fil de wire-wrap, tenen una capa de laca que es fon durant la soldadura, cosa que facilita el muntatge.
- Fil de coure estanyat, àmpliament utilitzat per a components d'electrònica, com resistències i condensadors .
- Fils de coure de CI, fils minúsculs que connecten els xips a les potes de connexió, encara que 'utilitza amb freqüència el fil d'or .

El fil de coure presenta uns gruixos molt diferents, des d'unes quantes desenes de µm (micròmetre) fins a uns centímetres. Com més gruixut sigui el fil, més petita és la resistència específica i, per tant, més gran pot ser el corrent. Un excés de corrent escalfarà el fil de coure perquè finalment es fondrà. Un altre perill s'aplica sobretot als transformadors i motors: la capa de laca aïllant pot cremar, provocant un curtcircuit entre dos cables. Com a resultat, el corrent augmentarà encara més i el transformador o motor pot acabar cremant.

## Cables de comunicacions

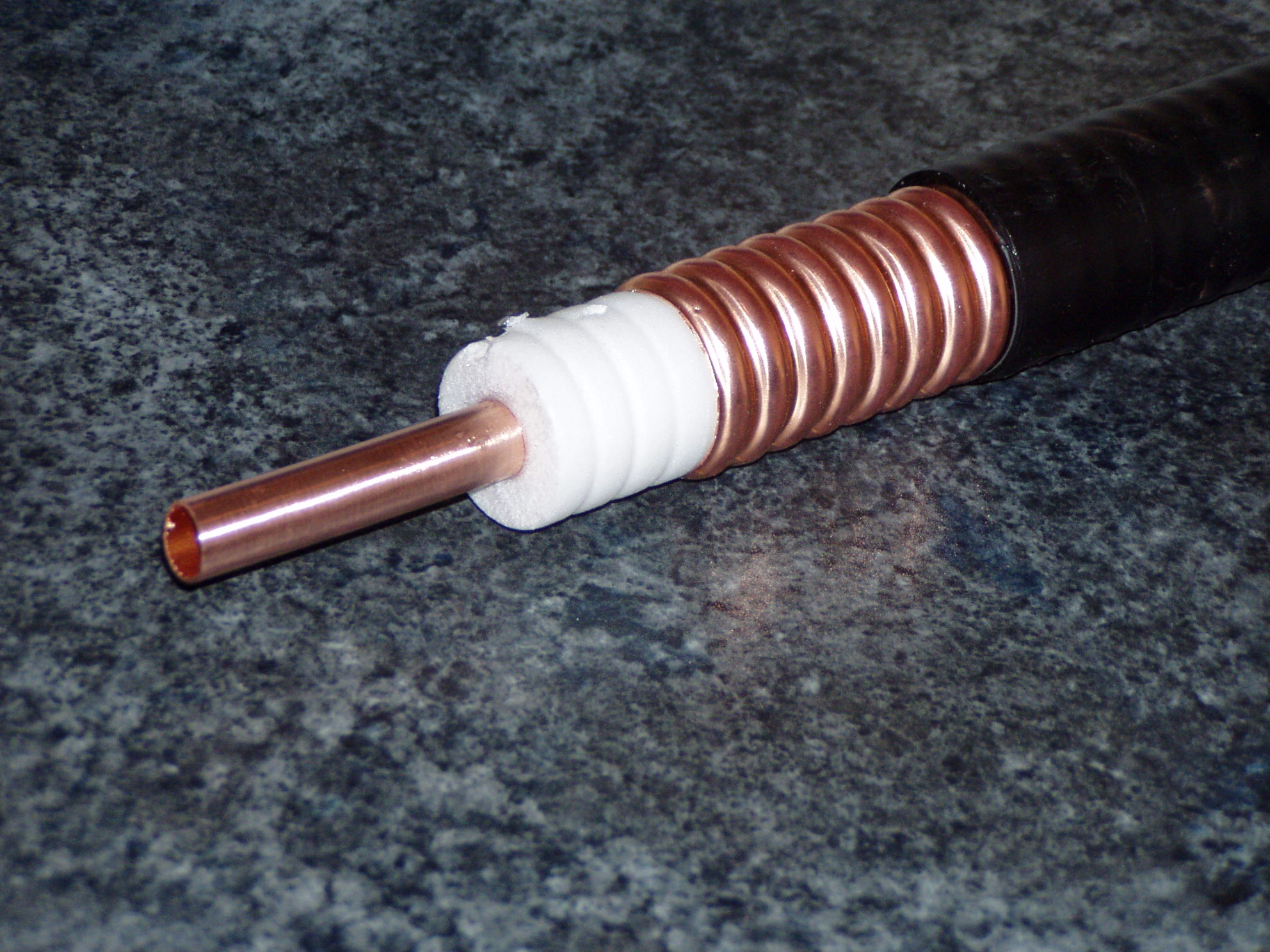
Cable coaxial fet de coure

- Acer recobert de coure
- Cable coaxial
- Cable apantallat
- Cable radiant
- Cable submarí
- Cable estructural

## Fil de coure de catenària

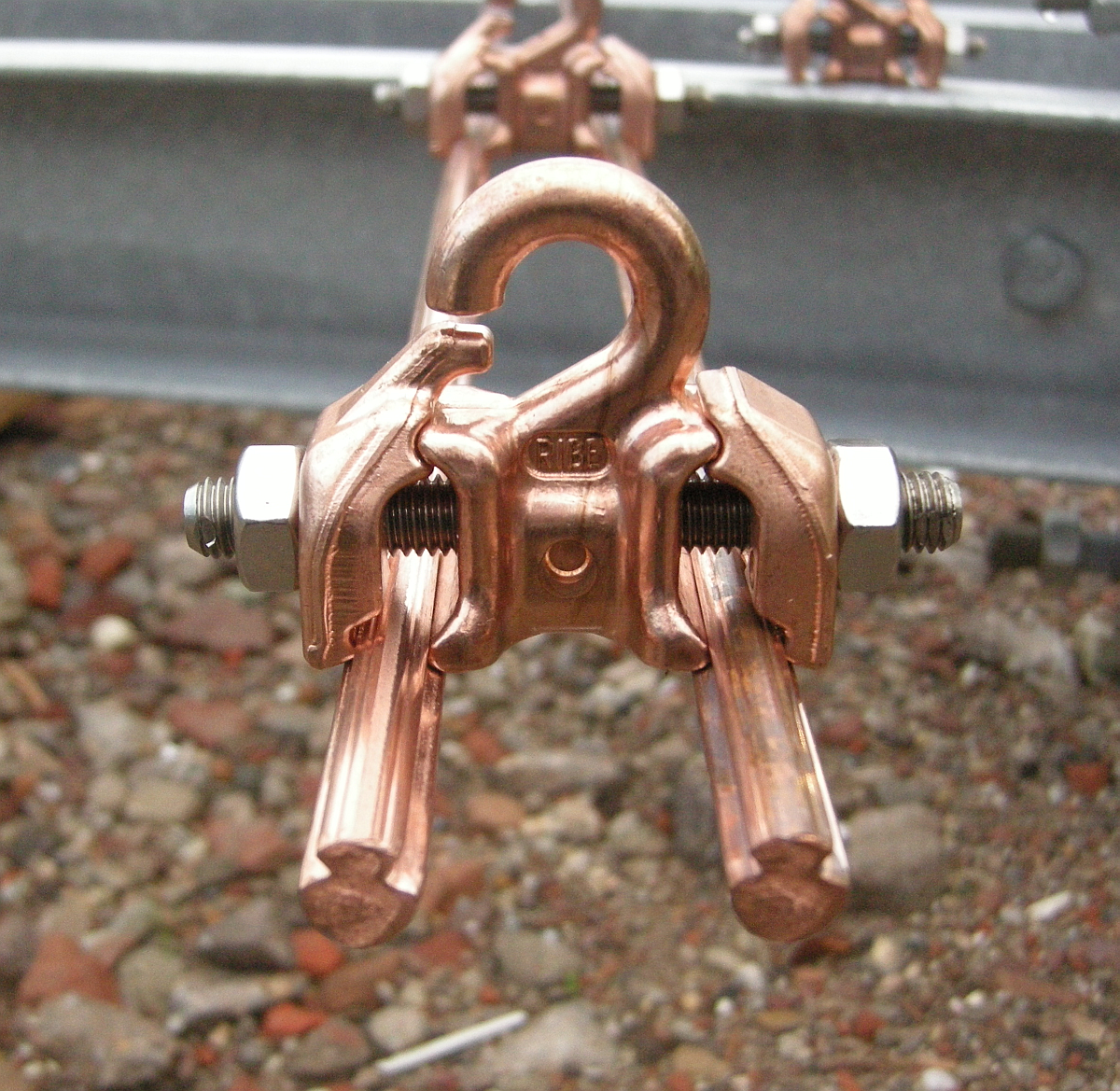
Fil de coure dels trens holandesos

La majoria de cables de coure tenen una secció de punt rodó. Així i tot, s'usen altres fórmules per a algunes aplicacions. El fil de coure de la catenària de tramvia, de tren i de troleibús té dues ranures, de manera que es pot subjectar el fil de coure per a la suspensió, mentre que la meitat inferior es manté lliure per al contacte amb els pantògrafs. Els transformadors més grans s'utilitzen fil de coure pla, de manera que, amb seccions transversals més grans, es promou la flexibilitat de flexió en la direcció del bobinat i queda menys espai entre els enrotllaments.

## Curiositats
- Alguns dels primers cables telefònics transatlàntics es van cremar en aquell moment, perquè inicialment es va augmentar la tensió per compensar les pertorbacions i les pèrdues que es produïen. Més tard van canviar al control de potència.[6]
- Els cables d'una línia d'alta tensió estan fets d'un aliatge d'alumini perquè així pesen menys que els de coure.[7]

## Característiques dels fils de coure

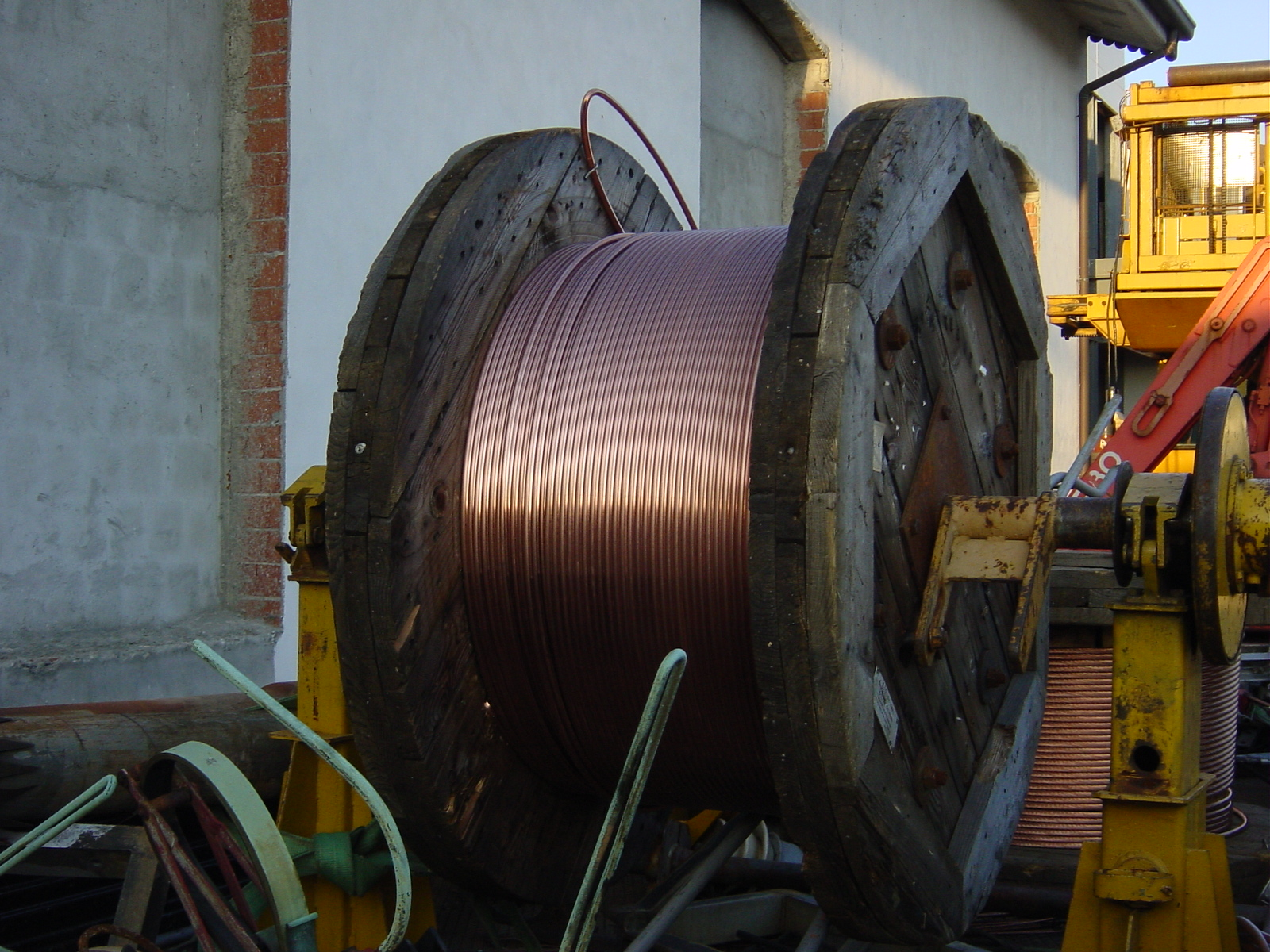
Rotllo de fil de coure.

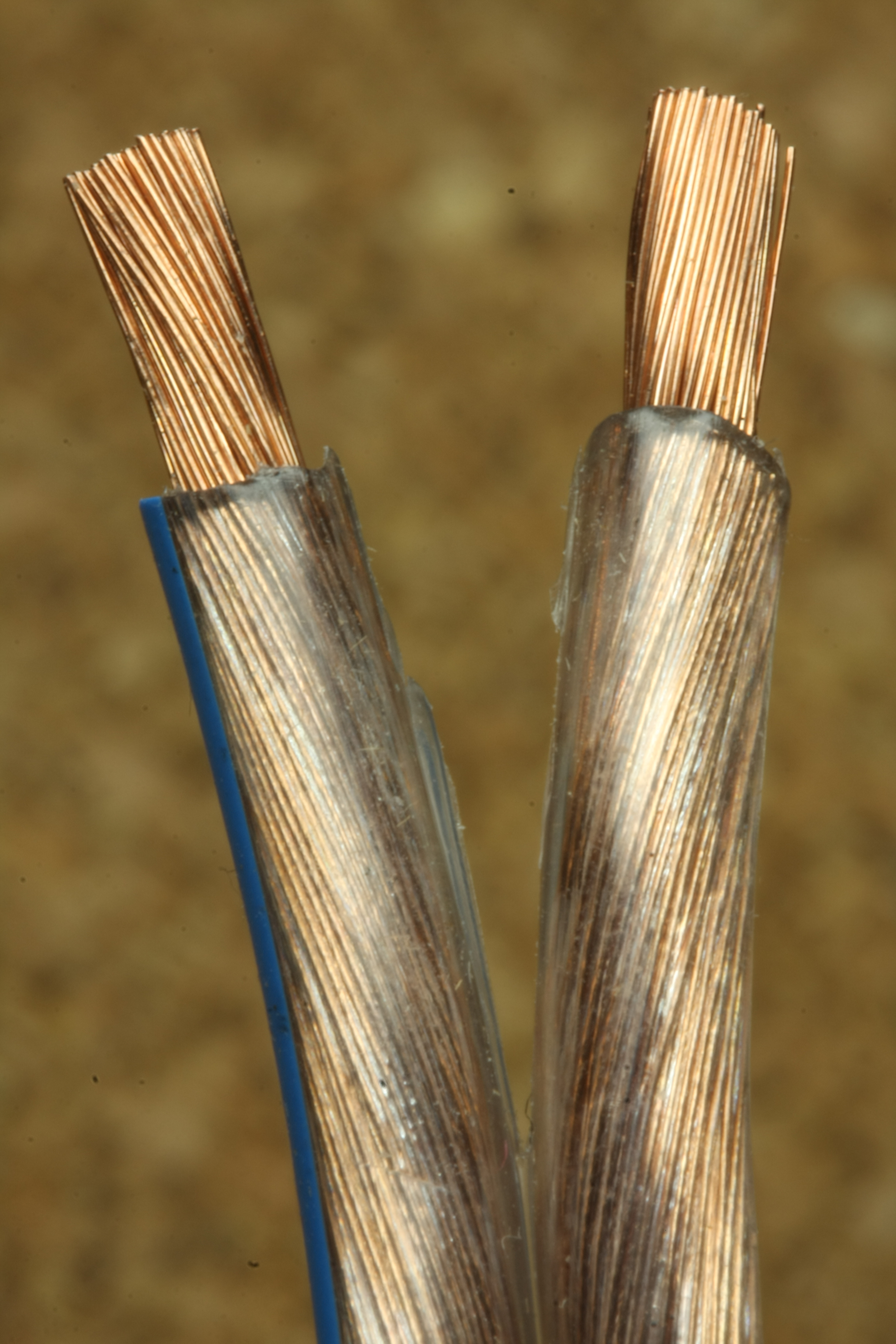
Fils de coure.

Algunes característiques del fil de coure es mostren a la taula següent.
| Diàmetre   | Secció   | Pes          | Resistència | Longitud | Densitat        | Diàmetre | SWG      | AWG            | BWG        |
| Pelat (mm) | (mm ²)   | Grams per km | Ohms per hm | per ohm  | Espires per cm2 | Esmaltat | Imperial | Brown i Sharpe | Birmingham |
| ---------- | -------- | ------------ | ----------- | -------- | --------------- | -------- | -------- | -------------- | ---------- |
| 0,03       | 0.000707 | 6.29         | 2350        | 0,0426   | 43000           | -        | 49       | 48             | -          |
| 0,04       | 0,00126  | 11.2         | 1320        | 0,072    | 28200           | -        | 48       | 46             | -          |
| 0,05       | 0,00196  | 17,5         | 894         | 0,112    | 23500           | 0,080    | 47       | -              | -          |
| 0,07       | 0,00385  | 34,4         | 455         | 0,220    | 12900           | 0,100    | 45       | -              | -          |
| 0,08       | 0,00503  | 44,9         | 350         | 0,288    | 10700           | 0,115    | 44       | 40             | -          |
| 0,09       | 0,00636  | 56,0         | 276         | 0,344    | 8600            | 0,127    | 43       | 39             | -          |
| 0,10       | 0,00785  | 69,9         | 224         | 0,448    | 6700            | 0,148    | 42       | 38             | 36         |
| 0,12       | 0,0113   | 101          | 155         | 0,646    | 4860            | 0,163    | 40       | 37/36          | 35         |
| 0,15       | 0,0177   | 158          | 99          | 1.01     | 3120            | 0.200    | 38       | 35             | -          |
| 0,16       | 0,0201   | 179          | 87          | 1,15     | 2760            | 0,212    | 38       | 34             | -          |
| 0,18       | 0,0254   | 226          | 69          | 1,45     | 2270            | 0,236    | 37       | 33             | 34         |
| 0,20       | 0,0314   | 280          | 55,8        | 1,80     | 1890            | 0,259    | 36       | 32             | 33         |
| 0,22       | 0,038    | 339          | 46.1        | 2.18     | 1540            | 0,282    | 35       | 31             | 32         |
| 0,25       | 0,0491   | 438          | 35,7        | 2,80     | 1230            | 0,316    | 33       | 30             | 31         |
| 0,27       | 0,0573   | 511          | 30.6        | 3,28     | 1060            | 0,342    | 32       | 29             | -          |
| 0,28       | 0,0616   | 550          | 28,5        | 3.52     | 1000            | 0,350    | 32       | 29             | -          |
| 0,30       | 0,0707   | 629          | 24.8        | 4.03     | 890             | 0,374    | 31       | 29             | 30         |
| 0,32       | 0,0804   | 716          | 21.8        | 4.60     | 750             | 0,396    | 30       | 28             | 29         |
| 0,35       | 0,0962   | 857          | 18.2        | 5.49     | 640             | 0,430    | 29       | 27             | 28         |
| 0,38       | 0,113    | 1010         | 15,5        | 6.47     | 560             | 0,460    | 28       | 27             | -          |
| 0,40       | 0,124    | 1120         | 13,96       | 7.20     | 510             | 0,487    | 27       | 26             | 27         |
| 0,45       | 0,159    | 1420         | 11.20       | 9.09     | 400             | 0,540    | 26       | 25             | 26         |
| 0,50       | 0,196    | 1750         | 8,90        | 11.2     | 310             | 0,595    | 25       | 24             | 25         |
| 0,55       | 0,237    | 2110         | 7.38        | 13,5     | 270             | 0,65     | 24       | 23             | 24         |
| 0,60       | 0,233    | 2520         | 6.21        | 16.2     | 230             | 0,70     | 23       | 23             | -          |
| 0,65       | 0,332    | 2960         | 5.29        | 19.0     | 199             | 0,75     | 23       | 22             | 23         |
| 0,70       | 0,385    | 3440         | 4.56        | 22.0     | 174             | 0,81     | 22       | 21             | 22         |
| 0,75       | 0,442    | 3930         | 3,97        | 25.2     | 132             | 0,86     | 22       | 21             | -          |
| 0,80       | 0,503    | 4490         | 3,49        | 28.8     | 118             | 0,92     | 21       | 20             | 21         |
| 0,85       | 0,567    | 5070         | 3.11        | 32,5     | 106             | 0,97     | 21       | 20             | -          |
| 0,90       | 0,636    | 5680         | 2,76        | 36,4     | 96              | 1.03     | 20       | 19             | 20         |
| 0,95       | 0,709    | 6310         | 2,47        | 40,5     | 87              | 1.08     | 20       | 19             | -          |
| 1.0        | 0,785    | 6990         | 2.26        | 44,8     | -               | 1.13     | 19       | 18             | -          |
| 1.1        | 0,95     | 8470         | 1,88        | 51,4     | -               | 1,23     | 19       | 17             | 19         |
| 1.2        | 1.131    | 10100        | 1.58        | 64,6     | -               | 1,34     | 18       | 17             | -          |
| 1.3        | 1,33     | 11900        | 1,34        | 76.2     | -               | 1,44     | 18       | 16             | -          |
| 1.4        | 1,54     | 13700        | 1,16        | 88,2     | -               | 1,55     | 17       | 15             | -          |
| 1.5        | 1,77     | 15800        | 1.01        | 101      | -               | 1,64     | 16       | 15             | 17         |
| 1.6        | 2.01     | 17900        | 0,887       | 115      | -               | 1,75     | 16       | 14             | 16         |
| 1.7        | 2.27     | 20200        | 0,785       | 130      | -               | 1,86     | 15       | 14             | 16         |
| 1.8        | 2,54     | 22600        | 0,700       | 145      | -               | 1,96     | 15       | 13             | 15         |
| 1.9        | 2,84     | 25300        | 0,628       | 163      | -               | 2.07     | 15       | 13             | - -        |
| 2.0        | 3.14     | 28000        | 0,567       | 180      | -               | 2.18     | 14       | 12             | 14         |
| 2.2        | 3,80     | 33900        | 0,498       | 218      | -               | 2,40     | 13       | 11             | - -        |
| 2.5        | 4,91     | 43800        | 0,393       | 280      | -               | 2,80     | 12       | 10             | 13         |
| 3.0        | 7.07     | 62900        | 0,252       | 405      | -               | 3,35     | 11       | 9              | 11         |
| 3.5        | 9,62     | 85700        | 0,185       | 550      | -               | 3,90     | 10       | 7              | 10         |

## Robatori de coure

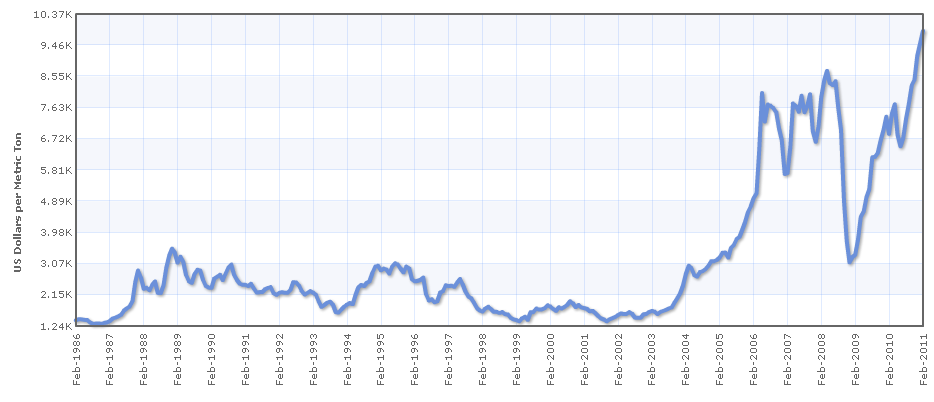
Preus globals del coure de 1986 a 2011

Alguns funcionaris i agents de la llei han arribat a la conclusió de que en bastants llocs els robatoris de metalls són comesos per addictes a les drogues per poder-se finançar les seves addiccions, incloent-hi usuaris de metamfetamina; Tanmateix, això varia segons la ubicació del metall robat. De fet l'origen comú del fenomen és l'elevat preu dels metalls no ferrosos,. Independentment del motiu, la industrialització de les nacions en desenvolupament ajuda a augmentar la demanda de ferralla.
Durant el boom dels anys 2000, els preus del coure van augmentar a tot el món, fent créixer l'interès dels delinqüents per robar els cables de coure de la xarxa elèctrica i de les xarxes de comunicacions.